# Tom Rothe
Tom Alexander Rothe (* 29. Oktober 2004 in Rendsburg) ist ein deutscher Fußballspieler. Der Außenbahnspieler steht beim 1. FC Union Berlin unter Vertrag und ist Nachwuchsnationalspieler.

## Karriere

### Verein
Rothe, geboren und aufgewachsen im schleswig-holsteinischen Rendsburg, begann seine Vereinslaufbahn im Jahr 2010 beim Rendsburger TSV, bevor er in den Nachbarort zum Büdelsdorfer TSV wechselte. Dort spielte er bis 2016, um dann mit seinen Eltern nach Hamburg umzuziehen und zum SC Nienstedten zu wechseln. Er war seit seiner Kindheit durch seinen Vater Fan des Hamburger SV gewesen, jedoch wechselte er im Jahr 2018 aus Nienstedten in die Jugendabteilung vom FC St. Pauli und spielte drei Jahre für die „Kiezkicker“. Im Sommer 2021 verschlug es ihn ins Ruhrgebiet in das Nachwuchsleistungszentrum von Borussia Dortmund, womit er den gleichen Weg beschritt wie schon fünf Jahre zuvor Youssoufa Moukoko. Dort bezog der Junge, der noch zur Schule ging, ein Zimmer im Vereinsinternat in Brackel. Mit der A-Jugend des BVB nahm Rothe, der rasch Stammkraft auf der linken Außenbahn wurde, am Spielbetrieb der UEFA Youth League, der Junioren-Bundesliga sowie des Junioren-Vereinspokals teil. Wie auch die Dortmunder Profimannschaft ließ Mike Tullberg, Coach der U19, sein Team häufig mit einer defensiven Viererkette spielen, wobei Rothe als Flügelspieler sowohl defensive wie auch offensive Aufgaben zufielen. Mit drei Assists sicherte dieser drei spielentscheidende Treffer beim 5:3 über den FC Empoli in der Zwischenrunde der UEFA Youth League, in der er mit seinen Mannschaftskollegen als erste Dortmunder U19 bis ins Viertelfinale gelangte. Über die Gesamtsaison gesehen lobte Tullberg vor allem Rothes Diagonalpässe hinter die gegnerischen Abwehrreihen oder dessen Stärke bei Kopfbällen, die auch einer Größe von 1,92 m geschuldet war.
Bereits im Sommer 2021 war der Außenbahnspieler gemeinsam mit Jamie Bynoe-Gittens, Dennis Lütke-Frie, Göktan Gürpüz, Colin Kleine-Bekel und Noah Mrosek einer von sechs A-Jugend-Spielern im Trainingslagerkader der Bundesligamannschaft von Trainer Marco Rose gewesen, wurde jedoch, da er noch Schüler war, unter anderem auf Initiative seines Neutrainers Tullberg hin, nur vereinzelt in Trainingsaktivitäten der ersten Mannschaft eingebunden, damit es „[...] nicht zu schnell geht“. Am 30. Spieltag der Bundesligasaison nominierte Trainer Marco Rose den 17-Jährigen, dem Tullberg die „beste Ausdauer“, die „gesündeste Ernährung“ sowie „die meisten Sprints“ attestierte, als Ersatz für Raphaël Guerreiro und Thorgan Hazard, die beide verletzt ausfielen. Rothe bespielte von Beginn an bis kurz vor Schluss die linke Außenbahn als Gegenpart zu Marius Wolf auf Rechts und erhielt auf dieser Position unter anderem den Vorzug vor dem 11 Jahre älteren Ex-Nationalspieler Nico Schulz. Darüber hinaus köpfte er beim 6:1 über den VfL Wolfsburg nach einer Ecke das erste Tor des Spiels. Wenige Minuten vor Spielende kamen auch Rothes Teamkollegen aus der U19, Lion Semić und Jamie Bynoe-Gittens, zu ihren ersten Einsätzen in der Herrenbundesliga. Trainer Rose lobte anschließend Rothes Leistungen: „Der Junge hat das hervorragend gemacht. Wir haben Tom natürlich schon länger auf dem Zettel. Wir kennen seine Qualitäten. Aufgrund unserer personellen Situation war es einfach an der Zeit, den Jungen mal reinzuschmeißen. Und ich denke, er hat gezeigt, dass wir es zu Recht gemacht haben“.
Im Sommer 2023 verlängerte Borussia Dortmund den Vertrag mit Rothe bis 2026 und verlieh ihn an Holstein Kiel; dort traf er Colin Kleine-Bekel, mit dem er in der Dortmunder Jugend zusammengespielt hatte. Unter Kiels Trainer Marcel Rapp konnte sich der 19-Jährige in seiner ersten vollen Saison im Profibereich beweisen und machte einen großen Entwicklungsschritt. Er spielte ausschließlich auf der linken Außenbahn, meistens als Gegenpart zu Jonas Sterner auf Rechts, und agierte hier je nach Aufstellung mal defensiver, mal offensiver. Hierbei war er offensiv deutlich stärker als in den defensiven Kernkompetenzen, wofür beispielsweise 12 Scorerpunkte (davon drei durch eigene Tore) auf der einen und auf der anderen Seite eine Zweikampfquote von unter 50 % spricht. Trotz allem foulte Rothe, der von Saisonbeginn an regelmäßiger Teil der Startelf war, im Schnitt nur einmal pro Partie. Bereits vor Saisonende gelang dem Flügelspieler mit den Kielern deren erstmaliger Aufstieg in die 1. Bundesliga.
Nachdem Rothe in der Sommerpause zunächst zu Borussia Dortmund zurückgekehrt war, wechselte er im August 2024 zum 1. FC Union Berlin, nachdem der BVB mit Yan Couto einen weiteren Konkurrenten in der Verteidigung verpflichtete.

### Nationalmannschaft
Im September 2020 kam er zu seinem ersten Einsatz in der U17-Nationalmannschaft. Am 23. März 2022 gab Rothe beim 2:2-Unentschieden gegen Italien in der Qualifikation zur EM 2022 sein Debüt für die U19-Nationalmannschaft Deutschlands, nachdem er bereits zwei Jahre zuvor ein inoffizielles Kurztestspiel (45 Minuten) für die U17-Junioren absolviert hatte. Die Qualifikation für besagte Endrunde wurde verpasst. Im September 2023 kam er zu seinem ersten Einsatz in der U21-Nationalmannschaft.

## Erfolge und Rekorde
Erfolge
- Aufstieg in die Bundesliga: 2024 (Holstein Kiel)
- Deutscher A-Junioren-Meister: 2022 (Borussia Dortmund)
- Meister der A-Junioren-Bundesliga West: 2022, 2023 (Borussia Dortmund)
- NRW-Junioren-Ligapokalsieger: 2021 (Borussia Dortmund)

Rekorde
- Jüngster Spieler, der bei seinem Bundesligadebüt ein Tor erzielte (17 Jahre, 169 Tage)[16]